# Freeter
 (novembre 2010).
Si vous disposez d'ouvrages ou d'articles de référence ou si vous connaissez des sites web de qualité traitant du thème abordé ici, merci de compléter l'article en donnant les références utiles à sa vérifiabilité et en les liant à la section « Notes et références ».
Freeter (フリーター, furītā) est un terme japonais qui désigne les personnes âgées de 15 à 34 ans employées à temps partiel ou sans emploi, à l’exception des femmes au foyer et des étudiants. Ils peuvent aussi être décrits comme sous-employés ou travailleurs indépendants. Ces personnes ne commencent pas une carrière professionnelle après le lycée ou l’université mais vivent généralement comme un célibataire parasite chez leurs parents ; ils gagnent de l’argent en exerçant des emplois demandant peu de compétences et mal payés. Ces bas salaires rendent difficile la création d’une famille pour les freeter, et leur manque de qualifications rend délicat le commencement d’une réelle carrière professionnelle à un âge tardif.
Le mot « freeter » a été utilisé pour la première fois vers les années 1987-1988[réf. nécessaire] et est probablement né d’une fusion entre les mots anglais « free time » (temps libre) et les mots allemands « frei Arbeiter » (travailleur libre), l’expression « arubaito » (アルバイト) dérivée de l’allemand « Arbeit » signifiant déjà « travail à temps partiel » en japonais. 
On pense que le mot fut inventé par le magazine japonais sur le travail à temps partiel From A (フロムエー, furomu ē).

## Situation actuelle
Les freeter sont un phénomène relativement récent au Japon. Le mot fut utilisé pour la première fois vers 1987, pendant la bulle économique, et se référait aux jeunes gens choisissant délibérément de ne pas travailler malgré un grand nombre de postes vacants à ce moment précis. Dans les premières années du XXIe siècle, le nombre de freeter augmenta rapidement. On les a estimés en :
|        | 1982   | 1987   | 1992    | 1997    | 2002    |
| ------ | ------ | ------ | ------- | ------- | ------- |
| Hommes | 27 000 | 42 000 | 49 000  | 73 000  | 106 000 |
| Femmes | 32 000 | 53 000 | 61 000  | 100 000 | 145 000 |
| Total  | 59 000 | 95 000 | 110 000 | 174 000 | 251 000 |

Les chiffres officiels diffèrent beaucoup selon les estimations ; on a ainsi compté 4,17 millions de freeter pour l’année 2001, et 2 millions, soit approximativement 3 % de la population active, en 2002. On estimait qu’en 2014, il y aurait environ 10 millions de freeter au Japon. L’augmentation rapide de leur nombre et leur impact dans la société inquiètent les Japonais.
Les freeter travaillent généralement dans des commerces de proximité, des supermarchés, des fast-foods, des restaurants ou dans d’autres travaux à bas salaire et demandant peu de compétences. Un sondage de l’Institut du travail japonais réalisé en 2000 indique qu’ils travaillent 4,9 jours par semaine et gagnent 139 000 yens par mois. Deux tiers des freeter n’ont jamais eu de travail régulier.

## Causes
L’Institut japonais du travail classe les freeter en trois groupes :
- le groupe moratoire : qui veut attendre avant de commencer une carrière ;
- le groupe de ceux qui poursuivent leurs rêves ;
- le groupe de ceux qui n’ont pas d’autre choix.

Les freeter du groupe moratoire et ceux qui poursuivent leurs rêves choisissent délibérément de ne pas entrer dans le monde de la concurrence des entreprises, strictes et conservatrices. Ils préfèrent prendre une pause pour profiter de la vie ou accomplir des projets qui sont incompatibles avec une carrière japonaise standard. Beaucoup de freeter espèrent commencer leur carrière plus tard, de façon à avoir un revenu régulier et pouvoir subvenir au besoin de leur future famille. Il en est de même pour les femmes freeter qui, pour le même but, espèrent se marier avec un homme ayant assez bien réussi socialement.
Le groupe de ceux qui n’ont pas d’autre choix est constitué de jeunes qui n’ont pas pu trouver de travail à la sortie du lycée ou de l’université, notamment lors du recrutement groupé de nouveaux diplômés, et qui n’ont pas d’autre choix que d’accepter des emplois à bas revenus. Ce peut être dû à un manque de qualification ou à la difficulté de trouver un travail au Japon.
Les femmes ont généralement plus de difficultés à trouver un emploi qui leur offrirait une carrière satisfaisante et se retrouvent donc le plus souvent office ladies. 
Dans tous les cas, au printemps 2000, près de 10 % des lycéens et universitaires n’ont pas pu trouver d’emploi, et 50 % de ceux qui en ont trouvé un l’ont quitté trois ans plus tard. La situation du chômage est pire pour les jeunes, beaucoup de freeter cherchent désespérément un travail, tandis que d’autres ont abandonné l’espoir de trouver un travail régulier.

## Effets

### Difficultés pour créer son propre ménage
Le style de vie du freeter lui apporte un grand nombre d’inconvénients. Ses revenus étant peu élevés, il ne peut créer son ménage et doit vivre en tant que célibataire parasite. Il est vrai que les parents japonais ne poussent pas leurs enfants à quitter le domicile familial, mais, à long terme, diverses raisons s’ajoutent au fait que la situation n’est pas viable et forcent les freeter à quitter leurs parents.  
Premièrement, l’habitat japonais est généralement étroit, deux familles ne peuvent y coexister. Si un freeter veut se marier, il ou elle devra alors trouver un nouveau domicile, le plus souvent à ses propres frais. Deuxièmement, en cas de décès des parents, les enfants devront payer eux-mêmes leurs frais de logement et supporter les divers coûts de la vie, ce qui est incompatible avec des revenus irréguliers. 
Cependant, le Japon étant un des pays ayant une des plus longues espérances de vie au monde, ce problème est momentanément repoussé. 
En outre, beaucoup de jeunes adultes trouvent que la vie avec leurs parents au-delà de leur vingtième ou trentième année est un frein à la vie sociale. Mais de par le niveau de leurs revenus c’est souvent la seule option.

### Difficultés à commencer une carrière
Le niveau des salaires et l’éventail de carrières proposés aux freeter sont leurs principaux problèmes. La difficulté à commencer une carrière pour améliorer ses revenus est proportionnelle à la durée durant laquelle une personne est restée freeter car plus elle aura attendu, plus il lui sera difficile de commencer une carrière fructueuse, le nombre de professions qui lui sont accessibles diminuant. 
Même si l’emploi en général subit une évolution, les entreprises traditionnelles japonaises préfèrent recruter des personnes fraîchement sorties du système scolaire et voient toujours les nouveaux employés comme un investissement à vie. Elles préfèrent de loin embaucher une personne jeune qui entrera plus facilement dans le moule et dont l’investissement en formation sera mieux rentabilisé, sa carrière étant logiquement plus longue.
La seule option des freeter est alors souvent de continuer à exercer des travaux à bas revenus, ce qui empêche la création de leur ménage. Dans le pire des scénarios, ils deviendront sans domicile fixe. Bien sûr, certains freeter réussissent à démarrer une fructueuse carrière indépendante.
Certains experts prédisent que le vieillissement de la population japonaise conduira à une pénurie de main d’œuvre, d’où de nouvelles offres de carrière pour les freeter.

### L’option du mariage
Dans le cas des femmes freeter, la situation est légèrement meilleure. Traditionnellement, on n’attend pas d’une femme qu’elle travaille après s’être mariée car elle est censée prendre soin des enfants et de son foyer. Cette situation n’est qu’en lente évolution et une femme freeter a la possibilité de se marier avec un mari ayant une meilleure situation qu’elle et de devenir femme au foyer.
Cependant, à l’instar des hommes de plus de trente ans qui peinent à commencer une carrière, une femme de plus de trente ans aura des difficultés à trouver un conjoint. Elles fondent de grandes espérances sur leurs futurs maris, dont elles attendent qu'ils présentent trois supériorités : un salaire élevé, un diplôme de haut niveau et une stature physique imposante.
Bien sûr, pour les mêmes raisons, un homme freeter ne sera pas désiré en tant que conjoint de par son incapacité à subvenir aux besoins de la famille.

### Santé et caisse de retraite
Un autre gros problème très souvent négligé par les freeter est que la plupart des emplois n’incluent pas de couverture maladie ni d’assurance chômage. Même si normalement, les personnes jeunes sont en bonne santé, elles finissent par vieillir et leur santé décline. De plus, des accidents peuvent survenir à n’importe quel âge, ce qui peut provoquer des dépenses de santé soudaines, qui n’étant pas prises en charge par leur travail, doivent être payées par les freeter ou leurs parents. Ce qui peut être difficile avec un petit salaire et une épargne limitée voire inexistante.
Le plus gros problème pour les freeter est que le système de retraite japonais est basé sur le nombre d’années de cotisation. En outre, le système ne verse qu’une petite somme donc la plupart des salariés se voient ouvrir un plan d’épargne par leur entreprise. Le freeter n’a en général qu’une petite retraite, s’il en a, et ne possède pas d’épargne suffisante pour compenser, ce qui le forcera à travailler jusqu’à un âge avancé. Le Japon fait aussi face, comme beaucoup d’autres pays occidentaux, à un vieillissement de sa population. Comme les retraités reçoivent l’argent des travailleurs qui payent pour leurs retraites en décalage, tout le système est en péril. On peut prédire que ce système ne fonctionnera plus d’ici trente ans[Quand ?] à moins qu’il n’y ait un bouleversement dans la démographie du Japon.

### La liberté de choix
L’avantage d’être un freeter est que l’on a la liberté de choisir, plus de temps pour ses passions ou pour la poursuite de ses rêves. De plus, s’ils vivent chez leurs parents, ils peuvent investir tous leurs revenus dans leurs dépenses personnelles.

### Les effets dans la société japonaise
Comme les freeter sont jeunes, qu’ils vivent chez leurs parents et qu’ils peuvent dépenser tout leur salaire, cela profite à l’économie.
Comment la société japonaise va-t-elle gérer un grand nombre de travailleurs commençant leur carrière vers leur trentième année ? Il est possible que cela augure un impact significatif dans l’actuelle culture de l’entreprise et pourrait changer les pratiques de recrutement et de salariat au Japon. Cela pourrait vraiment s’avérer juste s’il survient une pénurie de main d’œuvre due au vieillissement de la population causée entre autres par l’absence de descendance chez les hommes freeter. Ayant du mal à se marier (de par leurs revenus), ils n’auront des enfants que tard dans leurs vies voire pas du tout. Cela réduira encore le taux déjà très bas des naissances au Japon, compliquant un certain nombre d’autres problèmes dus au vieillissement de la population dont un problème au niveau du système de retraite. Les freeter y contribuant peu ou pas du tout alors que la population active doit couvrir le paiement des pensions des retraités.
La question du paiement constitue déjà un problème existentiel aussi bien à cause du système que du vieillissement de la population. La situation va empirer dans le futur, de plus en plus de gens étant destinés à devenir freeter et le ratio du nombre de personnes cotisant pour chaque retraité diminuant. On peut s’attendre à ce que le système change pour insister plus sur les compétences que sur la position comme c’est le cas actuellement.
Certains freeter aux revenus les plus bas ont des activités illégales pour compléter leur salaire ou commettent des crimes pour relâcher leur frustration et leur colère. On remarque une augmentation de la délinquance commise par des jeunes Japonais. Le gouvernement a donc mis en place des centres appelés Young Support Plaza pour aider les jeunes à trouver du travail. Ces lieux offrent diverses aides, par exemple sur la manière d’écrire un CV. Il reste qu’il y a peu de demandes des freeter pour ces services.